# FA Cup 1956-57
La FA Cup 1956-57 fue la edición número 76 de la copa más antigua de fútbol. El campeón fue el Aston Villa, que venció en la final al Manchester United, logrando así su 7.° título.

## Calendario
| Ronda                        | Fecha                    |
| ---------------------------- | ------------------------ |
| Ronda Preliminar             | 8 de septiembre de 1956  |
| Primera Ronda Clasificatoria | 22 de septiembre de 1956 |
| Segunda Ronda Clasificatoria | 6 de octubre de 1956     |
| Tercera Ronda Clasificatoria | 20 de octubre de 1956    |
| Cuarta Ronda Clasificatoria  | 3 de noviembre de 1956   |
| Primera Ronda                | 17 de noviembre de 1956  |
| Segunda Ronda                | 8 de diciembre de 1956   |
| Tercera Ronda                | 5 de enero de 1957       |
| Cuarta Ronda                 | 26 de enero de 1957      |
| Quinta Ronda                 | 16 de febrero de 1957    |
| Sexta Ronda                  | 2 de marzo de 1957       |
| Semifinales                  | 23 de marzo de 1957      |
| Final                        | 4 de mayo de 1957        |

## Resultados

### Primera Ronda
| N.º    | Equipo local                    | Resultado | Equipo visitante       | Fecha                   | Espectadores | Nota |
| ------ | ------------------------------- | --------- | ---------------------- | ----------------------- | ------------ | ---- |
| 1      | Ely City                        | 2–6       | Torquay United         | 17 de noviembre de 1956 |              |      |
| 2      | Chester                         | 0–0       | Barrow                 | 17 de noviembre de 1956 |              |      |
| Replay | Barrow                          | 3–1       | Chester                | 22 November 1956        |              |      |
| 3      | Darlington                      | 7–2       | Evenwood Town          | 17 de noviembre de 1956 |              |      |
| 4      | Bournemouth & Boscombe Athletic | 8–0       | Burton Albion          | 17 de noviembre de 1956 |              |      |
| 5      | Southampton                     | 2–0       | Northampton Town       | 17 de noviembre de 1956 |              |      |
| 6      | Weymouth                        | 1–0       | Shrewsbury Town        | 17 de noviembre de 1956 |              |      |
| 7      | Yeovil Town                     | 1–3       | Peterborough United    | 17 de noviembre de 1956 |              |      |
| 8      | Walsall                         | 0–1       | Newport County         | 17 de noviembre de 1956 | 12,085       |      |
| 9      | Crewe Alexandra                 | 2–2       | Wrexham                | 17 de noviembre de 1956 |              |      |
| Replay | Wrexham                         | 2–1       | Crewe Alexandra        | 21 de noviembre de 1956 |              |      |
| 10     | Derby County                    | 2–1       | Bradford City          | 17 de noviembre de 1956 |              |      |
| 11     | Swindon Town                    | 2–1       | Coventry City          | 17 de noviembre de 1956 |              |      |
| 12     | Bishop Auckland                 | 2–1       | Tranmere Rovers        | 17 de noviembre de 1956 |              |      |
| 13     | Ipswich Town                    | 4–0       | Hastings United        | 17 de noviembre de 1956 | 13,481       |      |
| 14     | Queens Park Rangers             | 4–0       | Dorchester Town        | 17 de noviembre de 1956 |              |      |
| 15     | Accrington Stanley              | 4–1       | Morecambe              | 17 de noviembre de 1956 |              |      |
| 16     | Brentford                       | 3–0       | Guildford City         | 17 de noviembre de 1956 |              |      |
| 17     | Brighton & Hove Albion          | 1–1       | Millwall               | 17 de noviembre de 1956 |              |      |
| Replay | Millwall                        | 3–1       | Brighton & Hove Albion | 19 de noviembre de 1956 |              |      |
| 18     | Rhyl                            | 3–2       | Scarborough            | 17 de noviembre de 1956 |              |      |
| 19     | Norwich City                    | 2–4       | Bedford Town           | 17 de noviembre de 1956 |              |      |
| 20     | Hull City                       | 4–0       | Gateshead              | 17 de noviembre de 1956 |              |      |
| 21     | Carlisle United                 | 6–1       | Billingham Synthonia   | 17 de noviembre de 1956 |              |      |
| 22     | Crystal Palace                  | 2–0       | Walthamstow Avenue     | 17 de noviembre de 1956 |              |      |
| 23     | Exeter City                     | 0–2       | Plymouth Argyle        | 17 de noviembre de 1956 |              |      |
| 24     | Yiewsley                        | 2–2       | Gillingham             | 17 de noviembre de 1956 |              |      |
| Replay | Gillingham                      | 2–0       | Yiewsley               | 21 de noviembre de 1956 |              |      |
| 25     | Hartlepools United              | 3–1       | Selby Town             | 17 de noviembre de 1956 |              |      |
| 26     | Scunthorpe & Lindsey United     | 1–0       | Rochdale               | 17 de noviembre de 1956 |              |      |
| 27     | Mansfield Town                  | 1–1       | Workington             | 17 de noviembre de 1956 |              |      |
| Replay | Workington                      | 2–1       | Mansfield Town         | 21 de noviembre de 1956 |              |      |
| 28     | Halifax Town                    | 2–3       | Oldham Athletic        | 17 de noviembre de 1956 |              |      |
| 29     | Margate                         | 3–1       | Dunstable Town         | 17 de noviembre de 1956 |              |      |
| 30     | Cheltenham Town                 | 1–2       | Reading                | 17 de noviembre de 1956 |              |      |
| 31     | Southport                       | 0–0       | York City              | 17 de noviembre de 1956 |              |      |
| Replay | York City                       | 2–1       | Southport              | 21 de noviembre de 1956 |              |      |
| 32     | New Brighton                    | 3–3       | Stockport County       | 17 de noviembre de 1956 |              |      |
| Replay | Stockport County                | 2–3       | New Brighton           | 21 de noviembre de 1956 |              |      |
| 33     | Hereford United                 | 3–2       | Aldershot              | 17 de noviembre de 1956 |              |      |
| 34     | Newport (IOW)                   | 0–6       | Watford                | 17 de noviembre de 1956 |              |      |
| 35     | Tooting & Mitcham United        | 2–1       | Bromsgrove Rovers      | 17 de noviembre de 1956 |              |      |
| 36     | Wigan Athletic                  | 1–2       | Goole Town             | 17 de noviembre de 1956 |              |      |
| 37     | Boston United                   | 0–2       | Bradford Park Avenue   | 17 de noviembre de 1956 |              |      |
| 38     | South Shields                   | 2–2       | Chesterfield           | 17 de noviembre de 1956 |              |      |
| Replay | Chesterfield                    | 4–0       | South Shields          | 21 de noviembre de 1956 |              |      |
| 39     | Colchester United               | 1–4       | Southend United        | 17 de noviembre de 1956 |              |      |
| 40     | Ilkeston Town                   | 1–5       | Blyth Spartans         | 17 de noviembre de 1956 |              |      |

### Segunda Ronda
| N.º    | Equipo Local                | Resultado | Equipo Visitante                | Fecha                   | Espectadores | Nota |
| ------ | --------------------------- | --------- | ------------------------------- | ----------------------- | ------------ | ---- |
| 1      | Chesterfield                | 4–1       | Barrow                          | 8 de diciembre de 1956  |              |      |
| 2      | Southampton                 | 3–2       | Weymouth                        | 8 de diciembre de 1956  |              |      |
| 3      | Watford                     | 1–3       | Ipswich Town                    | 8 de diciembre de 1956  | 13,913       |      |
| 4      | Reading                     | 1–0       | Bedford Town                    | 8 de diciembre de 1956  |              |      |
| 5      | Gillingham                  | 1–2       | Newport County                  | 8 de diciembre de 1956  | 8,700        |      |
| 6      | Derby County                | 1–3       | New Brighton                    | 8 de diciembre de 1956  |              |      |
| 7      | Swindon Town                | 0–1       | Bournemouth & Boscombe Athletic | 8 de diciembre de 1956  |              |      |
| 8      | Accrington Stanley          | 2–1       | Oldham Athletic                 | 8 de diciembre de 1956  |              |      |
| 9      | Brentford                   | 1–1       | Crystal Palace                  | 8 de diciembre de 1956  |              |      |
| Replay | Crystal Palace              | 3–2       | Brentford                       | 12 de diciembre de 1956 |              |      |
| 10     | Rhyl                        | 3–1       | Bishop Auckland                 | 8 de diciembre de 1956  |              |      |
| 11     | Millwall                    | 4–0       | Margate                         | 8 de diciembre de 1956  |              |      |
| 12     | Hull City                   | 2–1       | York City                       | 8 de diciembre de 1956  |              |      |
| 13     | Carlisle United             | 2–1       | Darlington                      | 8 de diciembre de 1956  |              |      |
| 14     | Goole Town                  | 2–2       | Workington                      | 8 de diciembre de 1956  |              |      |
| Replay | Workington                  | 0–1       | Goole Town                      | 12 de diciembre de 1956 |              |      |
| 15     | Scunthorpe & Lindsey United | 0–0       | Wrexham                         | 8 de diciembre de 1956  |              |      |
| Replay | Wrexham                     | 6–2       | Scunthorpe & Lindsey United     | 12 de diciembre de 1956 |              |      |
| 16     | Blyth Spartans              | 0–1       | Hartlepools United              | 8 de diciembre de 1956  |              |      |
| 17     | Torquay United              | 1–0       | Plymouth Argyle                 | 8 de diciembre de 1956  |              |      |
| 18     | Hereford United             | 2–3       | Southend United                 | 8 de diciembre de 1956  |              |      |
| 19     | Tooting & Mitcham United    | 0–2       | Queens Park Rangers             | 8 de diciembre de 1956  |              |      |
| 20     | Peterborough United         | 3–0       | Bradford Park Avenue            | 8 de diciembre de 1956  |              |      |

### Tercera Ronda
| N.º        | Equipo Local                    | Resultado | Equipo Visitante     | Fecha               | Espectadores | Nota     |
| ---------- | ------------------------------- | --------- | -------------------- | ------------------- | ------------ | -------- |
| 1          | Bournemouth & Boscombe Athletic | 2–0       | Accrington Stanley   | 5 de enero de 1957  |              |          |
| 2          | Bristol City                    | 4–1       | Rotherham United     | 5 de enero de 1957  |              |          |
| 3          | Burnley                         | 7–0       | Chesterfield         | 5 de enero de 1957  |              |          |
| 4          | Bury                            | 1–3       | Portsmouth           | 5 de enero de 1957  |              |          |
| 5          | Preston North End               | 0–0       | Sheffield Wednesday  | 5 de enero de 1957  |              |          |
| Replay     | Sheffield Wednesday             | 2–2       | Preston North End    | 9 de enero de 1957  |              |          |
| 2nd replay | Preston North End               | 5–1       | Sheffield Wednesday  | 14 de enero de 1957 |              | [ n. 1 ] |
| 6          | Notts County                    | 1–3       | Rhyl                 | 5 de enero de 1957  |              |          |
| 7          | Nottingham Forest               | 6–0       | Goole Town           | 5 de enero de 1957  |              |          |
| 8          | Bolton Wanderers                | 2–3       | Blackpool            | 5 de enero de 1957  |              |          |
| 9          | Wolverhampton Wanderers         | 5–3       | Swansea Town         | 5 de enero de 1957  |              |          |
| 10         | Middlesbrough                   | 1–1       | Charlton Athletic    | 5 de enero de 1957  |              |          |
| Replay     | Charlton Athletic               | 2–3       | Middlesbrough        | 10 de enero de 1957 |              |          |
| 11         | Sunderland                      | 4–0       | Queens Park Rangers  | 5 de enero de 1957  |              |          |
| 12         | Luton Town                      | 2–2       | Aston Villa          | 5 de enero de 1957  |              |          |
| Replay     | Aston Villa                     | 2–0       | Luton Town           | 7 de enero de 1957  |              |          |
| 13         | Everton                         | 1–0       | Blackburn Rovers     | 5 de enero de 1957  |              |          |
| 14         | Doncaster Rovers                | 1–1       | West Bromwich Albion | 5 de enero de 1957  |              |          |
| Replay     | West Bromwich Albion            | 2–0       | Doncaster Rovers     | 9 de enero de 1957  |              |          |
| 15         | Wrexham                         | 1–1       | Reading              | 5 de enero de 1957  |              |          |
| Replay     | Reading                         | 1–2       | Wrexham              | 9 de enero de 1957  |              |          |
| 16         | Ipswich Town                    | 2–3       | Fulham               | 5 de enero de 1957  | 22,199       |          |
| 17         | Newcastle United                | 1–1       | Manchester City      | 5 de enero de 1957  |              |          |
| Replay     | Manchester City                 | 4–5       | Newcastle United     | 9 de enero de 1957  |              |          |
| 18         | Tottenham Hotspur               | 2–0       | Leicester City       | 5 de enero de 1957  |              |          |
| 19         | Barnsley                        | 3–3       | Port Vale            | 5 de enero de 1957  |              |          |
| Replay     | Port Vale                       | 0–1       | Barnsley             | 7 de enero de 1957  |              |          |
| 20         | West Ham United                 | 5–3       | Grimsby Town         | 5 de enero de 1957  |              |          |
| 21         | Millwall                        | 2–0       | Crystal Palace       | 5 de enero de 1957  |              |          |
| 22         | Hull City                       | 3–4       | Bristol Rovers       | 5 de enero de 1957  |              |          |
| 23         | Carlisle United                 | 3–3       | Birmingham City      | 5 de enero de 1957  | 27,445       | [ 1 ]    |
| Replay     | Birmingham City                 | 2–0       | Carlisle United      | 9 de enero de 1957  | 56,000       | [ 1 ]    |
| 24         | Southend United                 | 2–1       | Liverpool            | 5 de enero de 1957  |              |          |
| 25         | Hartlepools United              | 3–4       | Manchester United    | 5 de enero de 1957  |              |          |
| 26         | Huddersfield Town               | 0–0       | Sheffield United     | 5 de enero de 1957  |              |          |
| Replay     | Sheffield United                | 1–1       | Huddersfield Town    | 7 de enero de 1957  |              |          |
| 2nd replay | Huddersfield Town               | 2–1       | Sheffield United     | 14 de enero de 1957 |              | [ n. 2 ] |
| 27         | Newport County                  | 3–3       | Southampton          | 5 de enero de 1957  | 18,562       |          |
| Replay     | Southampton                     | 0–1       | Newport County       | 9 de enero de 1957  | 22,372       |          |
| 28         | Arsenal                         | 4–2       | Stoke City           | 5 de enero de 1957  |              |          |
| 29         | Leeds United                    | 1–2       | Cardiff City         | 5 de enero de 1957  |              |          |
| 30         | New Brighton                    | 2–1       | Torquay United       | 5 de enero de 1957  |              |          |
| 31         | Peterborough United             | 2–2       | Lincoln City         | 5 de enero de 1957  |              |          |
| Replay     | Lincoln City                    | 4–5       | Peterborough United  | 9 de enero de 1957  |              |          |
| 32         | Leyton Orient                   | 0–2       | Chelsea              | 5 de enero de 1957  |              |          |

### Cuarta Ronda
| N.º | Equipo Local            | Resultado | Equipo Visitante                | Fecha               | Espectadores | Nota  |
| --- | ----------------------- | --------- | ------------------------------- | ------------------- | ------------ | ----- |
| 1   | Blackpool               | 6–2       | Fulham                          | 26 de enero de 1957 |              |       |
| 2   | Bristol City            | 3–0       | Rhyl                            | 26 de enero de 1957 |              |       |
| 3   | Burnley                 | 9–0       | New Brighton                    | 26 de enero de 1957 |              |       |
| 4   | Wolverhampton Wanderers | 0–1       | Bournemouth & Boscombe Athletic | 26 de enero de 1957 |              |       |
| 5   | Middlesbrough           | 2–3       | Aston Villa                     | 26 de enero de 1957 |              |       |
| 6   | West Bromwich Albion    | 4–2       | Sunderland                      | 26 de enero de 1957 | 43,406       |       |
| 7   | Everton                 | 2–1       | West Ham United                 | 26 de enero de 1957 |              |       |
| 8   | Wrexham                 | 0–5       | Manchester United               | 26 de enero de 1957 | 34,445       |       |
| 9   | Tottenham Hotspur       | 4–0       | Chelsea                         | 26 de enero de 1957 |              |       |
| 10  | Bristol Rovers          | 1–4       | Preston North End               | 26 de enero de 1957 |              |       |
| 11  | Portsmouth              | 1–3       | Nottingham Forest               | 26 de enero de 1957 |              |       |
| 12  | Millwall                | 2–1       | Newcastle United                | 26 de enero de 1957 |              |       |
| 13  | Southend United         | 1–6       | Birmingham City                 | 26 de enero de 1957 | 30,000       | [ 1 ] |
| 14  | Huddersfield Town       | 3–1       | Peterborough United             | 26 de enero de 1957 |              |       |
| 15  | Cardiff City            | 0–1       | Barnsley                        | 26 de enero de 1957 |              |       |
| 16  | Newport County          | 0–2       | Arsenal                         | 26 de enero de 1957 | 22,450       |       |

### Fase final
|  | Octavos de final                                                     | Octavos de final  |                   |       | Cuartos de final | Cuartos de final |  |  | Semifinales | Semifinales |  |  | Final               | Final               |
|  | 16 de febrero                                                        | 16 de febrero     |                   |       | 2 de marzo       | 2 de marzo       |  |  | 23 de marzo | 23 de marzo |  |  | 4 de mayo (Wembley) | 4 de mayo (Wembley) |
|  |                                                                      |                   |                   |       |                  |                  |  |  |             |             |  |  |                     |                     |
|  |                                                                      |                   |                   |       |                  |                  |  |  |             |             |  |  |                     |                     |
|  |                                                                      |                   |                   |       |                  |                  |  |  |             |             |  |  |                     |                     |
|  | West Bromwich A.                                                     | 0 (2)             |                   |       |                  |                  |  |  |             |             |  |  |                     |                     |
|  | West Bromwich A.                                                     | 0 (2)             |                   |       |                  |                  |  |  |             |             |  |  |                     |                     |
|  | Blackpool                                                            | 0 (1)             |                   |       |                  |                  |  |  |             |             |  |  |                     |                     |
|  | Blackpool                                                            | 0 (1)             | West Bromwich A.  | 2 (2) |                  |                  |  |  |             |             |  |  |                     |                     |
|  |                                                                      |                   |                   | 2 (2) |                  |                  |  |  |             |             |  |  |                     |                     |
|  |                                                                      | Arsenal FC        | 2 (1)             |       |                  |                  |  |  |             |             |  |  |                     |                     |
|  | Preston North End                                                    | Arsenal FC        | 2 (1)             | 3 (1) |                  |                  |  |  |             |             |  |  |                     |                     |
|  | Preston North End                                                    |                   |                   | 3 (1) |                  |                  |  |  |             |             |  |  |                     |                     |
|  | Arsenal FC                                                           | 3 (2)             |                   |       |                  |                  |  |  |             |             |  |  |                     |                     |
|  | Arsenal FC                                                           | 3 (2)             | West Bromwich A.  | 2 (0) |                  |                  |  |  |             |             |  |  |                     |                     |
|  |                                                                      |                   |                   | 2 (0) |                  |                  |  |  |             |             |  |  |                     |                     |
|  |                                                                      | Aston Villa FC    | 2 (1)             |       |                  |                  |  |  |             |             |  |  |                     |                     |
|  | Huddersfield Town                                                    | Aston Villa FC    | 2 (1)             | 1     |                  |                  |  |  |             |             |  |  |                     |                     |
|  | Huddersfield Town                                                    |                   |                   | 1     |                  |                  |  |  |             |             |  |  |                     |                     |
|  | Burnley FC                                                           | 2                 |                   |       |                  |                  |  |  |             |             |  |  |                     |                     |
|  | Burnley FC                                                           | 2                 | Burnley FC        | 1 (0) |                  |                  |  |  |             |             |  |  |                     |                     |
|  |                                                                      |                   |                   | 1 (0) |                  |                  |  |  |             |             |  |  |                     |                     |
|  |                                                                      | Aston Villa FC    | 1 (2)             |       |                  |                  |  |  |             |             |  |  |                     |                     |
|  | Bristol City                                                         | Aston Villa FC    | 1 (2)             | 0     |                  |                  |  |  |             |             |  |  |                     |                     |
|  | Bristol City                                                         |                   |                   | 0     |                  |                  |  |  |             |             |  |  |                     |                     |
|  | Aston Villa FC                                                       | 3                 |                   |       |                  |                  |  |  |             |             |  |  |                     |                     |
|  | Aston Villa FC                                                       | 3                 | Aston Villa FC    | 2     |                  |                  |  |  |             |             |  |  |                     |                     |
|  |                                                                      |                   |                   | 2     |                  |                  |  |  |             |             |  |  |                     |                     |
|  |                                                                      | Manchester United | 1                 |       |                  |                  |  |  |             |             |  |  |                     |                     |
|  | Manchester United                                                    | Manchester United | 1                 | 1     |                  |                  |  |  |             |             |  |  |                     |                     |
|  | Manchester United                                                    |                   |                   | 1     |                  |                  |  |  |             |             |  |  |                     |                     |
|  | Everton FC                                                           | 0                 |                   |       |                  |                  |  |  |             |             |  |  |                     |                     |
|  | Everton FC                                                           | 0                 | Manchester United | 2     |                  |                  |  |  |             |             |  |  |                     |                     |
|  |                                                                      |                   |                   | 2     |                  |                  |  |  |             |             |  |  |                     |                     |
|  |                                                                      | B & B Athletic    | 1                 |       |                  |                  |  |  |             |             |  |  |                     |                     |
|  | Tottenham Hotspur                                                    | B & B Athletic    | 1                 | 1     |                  |                  |  |  |             |             |  |  |                     |                     |
|  | Tottenham Hotspur                                                    |                   |                   | 1     |                  |                  |  |  |             |             |  |  |                     |                     |
|  | B & B Athletic                                                       | 3                 |                   |       |                  |                  |  |  |             |             |  |  |                     |                     |
|  | B & B Athletic                                                       | 3                 | Manchester United | 1     |                  |                  |  |  |             |             |  |  |                     |                     |
|  |                                                                      |                   |                   | 1     |                  |                  |  |  |             |             |  |  |                     |                     |
|  |                                                                      | Birmingham City   | 0                 |       |                  |                  |  |  |             |             |  |  |                     |                     |
|  | Nottingham Forest                                                    | Birmingham City   | 0                 | 2     |                  |                  |  |  |             |             |  |  |                     |                     |
|  | Nottingham Forest                                                    |                   |                   | 2     |                  |                  |  |  |             |             |  |  |                     |                     |
|  | Archivo:600px 600px bisection vertical HEX-FF0000 White.svg Barnsley | 1                 |                   |       |                  |                  |  |  |             |             |  |  |                     |                     |
|  | Archivo:600px 600px bisection vertical HEX-FF0000 White.svg Barnsley | 1                 | Nottingham Forest | 0 (0) |                  |                  |  |  |             |             |  |  |                     |                     |
|  |                                                                      |                   |                   | 0 (0) |                  |                  |  |  |             |             |  |  |                     |                     |
|  |                                                                      | Birmingham City   | 0 (1)             |       |                  |                  |  |  |             |             |  |  |                     |                     |
|  | Millwall                                                             | Birmingham City   | 0 (1)             | 1     |                  |                  |  |  |             |             |  |  |                     |                     |
|  | Millwall                                                             |                   |                   | 1     |                  |                  |  |  |             |             |  |  |                     |                     |
|  | Birmingham City                                                      | 4                 |                   |       |                  |                  |  |  |             |             |  |  |                     |                     |
|  | Birmingham City                                                      | 4                 |                   |       |                  |                  |  |  |             |             |  |  |                     |                     |

- Entre paréntesis resultado del repley.

### Final
| 4 de mayo de 1957 15:00 h. | Aston Villa       | 2-1 | Manchester United | Estadio de Wembley, Wembley                             |                                                         |
|                            | McParland 68' 73' |     | Taylor 83'        | Asistencia: 100,000 espectadores Árbitro(s): F. Coultas | Asistencia: 100,000 espectadores Árbitro(s): F. Coultas |

| Inglaterra                    |
| Campeón Aston Villa 7° título |